# Jakobia densopapillata
Jakobia densopapillata is een lepelworm uit de familie Bonelliidae.
De wetenschappelijke naam van de soort werd in 2006 door Biseswar gepubliceerd.